# Hopffeldboden
Der Hopffeldboden ist ein Bereich im nördlichen Teil des Obersulzbachtals bei Neukirchen im Salzburger Land auf einer Höhe von 1080 m ü. A.

## Geologie
Der Hopffeldboden ist ein Fundort für Calcit und  Euxenit-(Y). Da die Erze dicht an der Oberfläche sind, sind viele Hobbygeologen in diesem Bereich zu finden. Jedes Jahr fällt durch Felssturz neues Material aus der Wand.
Die Nennung als einziger Fundort in Österreich von Vaterit geht auf eine Fehlbestimmung zurück.

## Tourismus
Ein Parkplatz am Hopffeldboden ist heute über einen befestigen Forstweg, der auch mit Privat-PKW befahren werden kann, vom Blausee (⊙) unweit vom Ortsteil Sulzau zu erreichen, und dient als Ausgangspunkt für Wanderungen im Obersulzbachtal: 
Mit Hüttentaxis kann weiter bis zur Berndlalm (1514 m ü. A.) und zur Postalm (1699 m ü. A.) gefahren werden, zwei während der Sommermonate bewirtschafteten Hütten. Weitere Hütten sind die Hofrat-Keller-Hütte, Schiedhofalm, Poschalm, Obersulzbachhütte, Kampriesenalm und Kürsingerhütte.
Auf einer Stahlhängebrücke kann man beim Hopffeldboden den Obersulzbach überqueren. 
Oberhalb des Talschlusses führen für Bergwanderer mehrere hochalpine Übergänge in die Nachbartäler: 
- nach Osten über die Kürsingerhütte und das Zwischensulzbachtaltörl ins hinterste Untersulzbachtal
- nach Südosten über den Alpenhauptkamm unterhalb des Kleinvenedigers zur Neuen Prager Hütte und weiter ins Osttiroler Tauerntal (Felber Tauern)
- nach Süden zum Obersulzbachtörl: dort gibt es eine günstige Übergangsstelle von der Süd- zur Nordseite der Venedigergruppe und damit auch in das Osttiroler Virgental
- nach Südwesten über das Krimmler Törl und die Warnsdorfer Hütte ins salzachaufwärtige Krimmler Achental

Weiters verbindet der Bettlersteig von der Berndlalm das Obersulzbachtal mit den Untersulzbachtal.